# مايكل أ. سميث
مايكل أ. سميث (بالإنجليزية: Michael A. Smith)‏ هو فيلسوف أسترالي، ولد في 23 يوليو 1954 في ملبورن في أستراليا.

## وصلات خارجية
- مايكل أ. سميث على موقع الموسوعة البريطانية (الإنجليزية)